# Reduta (Brünn)

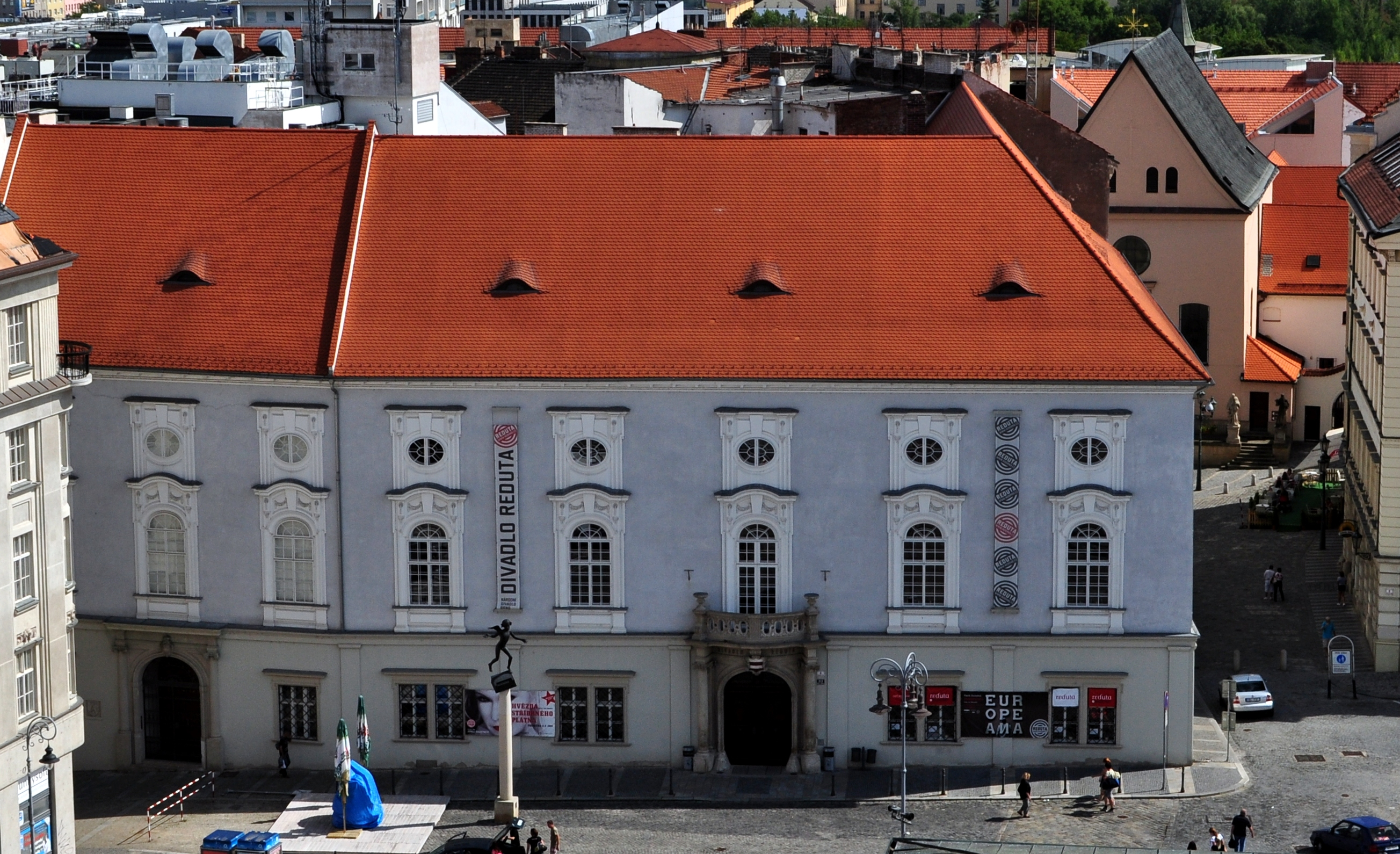
Das Reduta-Theater heute

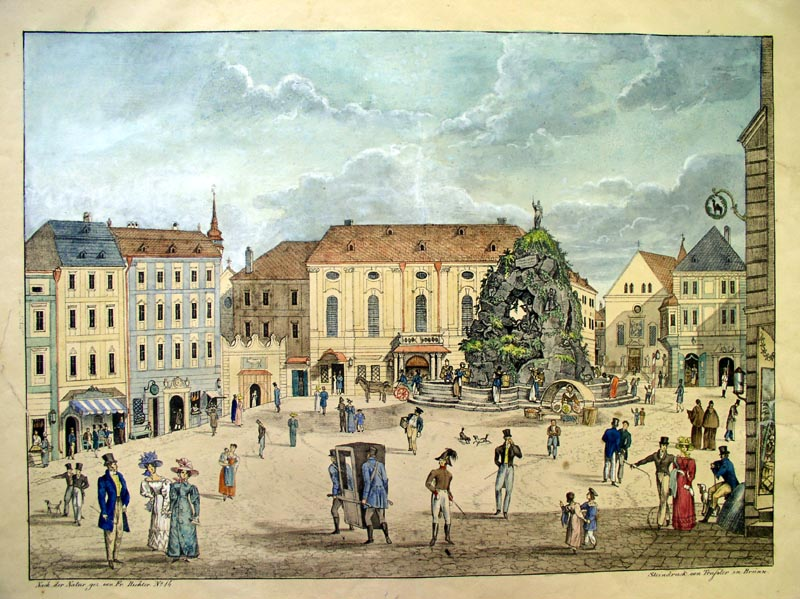
Theater in der Redoute Brünn

Das Reduta-Theater am Krautmarkt in Brünn ist eine der ältesten heute noch verwendeten Theaterspielstätten Europas.

## Geschichte
1605 wurde hier das städtische Theater Neue Taverne (Kleine Taffern) in Renaissance-Stil errichtet. Von den 1660er Jahren an wurden regelmäßige Aufführungen gegeben. Es brannte wahrscheinlich 1693 ab.
Ab 1732 wurde hier das Theater In der Taffern neu errichtet und im November 1733 von Angelo Mingottis Operntruppe eröffnet. Man spielte vor allem deutsche und italienische Stücke. 1767 konzertierte hier mit seiner Schwester Nanerl der elfjährige Wolfgang Amadeus Mozart.
Brände zerstörten das Theater immer wieder und sorgten so für Umbauten. Nach einem großen Feuer im Jahre 1767–1768 baute die Stadt das Gebäude im klassizistischen Stil wieder auf. Der Hauptsaal reichte danach über die zwei oberen Etagen. Nach einem weiteren Brand im Jahre 1870 wurde das Theater zu einer städtischen Markthalle umgewandelt, und nur noch der Konzert- und Ball-Saal wurde benutzt.
Das im Zweiten Weltkrieg zerstörte Gebäude wurde in den 1950er Jahren nach Plänen des Architekten Bohuslav Fuchs für die tschechische Operettenszene rekonstruiert. Anfang 1990er wurde es wegen schlechten Bauzustandes geschlossen. Nach dem Umbau von 2005 dient es als eine der drei Spielstätten des Nationaltheaters in Brünn.